# Rick Gibson
Rick Gibson est un artiste canadien né à Montréal en 1951.